# Gunnar Fischer
Gunnar Fischer (Ljungby, 18 de noviembre de 1910 – Estocolmo, 11 de junio de 2011), hijo de Gunnar Fischer y Greta Lokrantz, fue un cineasta sueco que trabajó con el director Ingmar Bergman en varias de sus películas más conocidas, incluyendo Sonrisas de una noche de verano (1955) y El séptimo sello (1957). Además de su carrera como cineasta, Fischer dirigió cortometrajes, escribió guiones (1933–1941) y publicó libros para niños.

## Trayectoria
Nacido en Ljungby el 18 de noviembre de 1910, Fischer estudió pintura en la Otte Sköld antes de unirse a la Armada sueca durante 3 años. Su pasión por el cine lo llevó a la Svensk Filmindustriwhere donde aprendió cinematografía del fotógrafo Victor Sjöström's, Trabajo como asistente de cámara en 16 largometrajes y debutó como director de fotografía en 1942.
Conocido por su trabajo con los directores Ingmar Bergman y Carl Theodor Dreyer (dos personas, 1945), así como por su trabajo con Walt Disney,  Fischer recibió un premio honorario de Guldbagge para el logro de por vida en 2002, así como el premio de Ingmar Bergman en 1992. Su primera colaboración con Bergman fue en el melodrama Port of call (1948), una sociedad que continuó hasta el ojo del diablo (1960). 
 "La gran habilidad de Fischer fue en monocromo" afirma el historiador de cine inglés Peter Cowie. Se vio influenciado por la obra de Carl Theodore Dreyer y Victor Sjöström, a quien conocía bien. El diccionario internacional de películas y cineastas describe el estilo de Fischer como  "en la corriente principal de la tradición escandinava". Fue ampliamente reconocido por su impactante imaginería e iluminación fría, Fischer fue el "primer cinematógrafo que capturó con belleza sin igual la crueldad, la sensualidad y el egoísmo que a menudo chocaban en la misma escena entre los personajes angustiados de Bergman." 
Murió el 11 de junio de 2011 a la edad de 100 años.

## Filmografía
- Don't Give Up (1947)
- Port of Call (1948)
- Thirst (1949)
- This Can't Happen Here (1950)
- To Joy (1950)
- Summer Interlude (1951)
- Secrets of Women (1952)
- Summer with Monika (1953)
- Smiles of a Summer Night (1955)
- El séptimo sello (1957)
- Fresas salvajes (1957)
- The Magician (1958)
- The Devil's Eye (1960)